# Agrostis noveboracensis
Agrostis noveboracensis é uma espécie de gramínea do gênero Agrostis, pertencente à família Poaceae.